# Plešivec (berg i Tjeckien, lat 49,81, long 13,99)
Plešivec är ett berg i Tjeckien. Det ligger i den centrala delen av landet, 40 km sydväst om huvudstaden Prag. Toppen på Plešivec är 654 meter över havet.
Terrängen runt Plešivec är kuperad söderut, men norrut är den platt.Runt Plešivec är det ganska glesbefolkat, med 38 invånare per kvadratkilometer. Närmaste större samhälle är Příbram, 13,5 km söder om Plešivec. I omgivningarna runt Plešivec växer i huvudsak blandskog.